# Список заслуженных мастеров спорта СССР (конькобежный спорт)
Список заслуженных мастеров спорта СССР (конькобежный спорт) — хронологический перечень конькобежцев, удостоенных почётного пожизненного спортивного звания в СССР.

## Список
В хронологический список включены спортсмены по их полному имени; их годы жизни; местопроживание и спортивное общество; дата присвоения и номер знака
| 1934 год |                                            |            |                                  |             |                           |    |
| 1        | Мельников Яков Федорович                   | 05.06.1934 | 13.01.1896 — 12.07.1960          | Москва      | «Торпедо»                 | 1  |
| 2        | Ипполитов Платон Афанасьевич               | 05.06.1934 | 07.03.1893 — ??.04.1951          | Москва      | «Динамо»                  | 2  |
| 3        | Калинин Владимир Иванович                  | 05.06.1934 | ??.??.1897 (? 1899) — ??.??.1941 | Ленинград   | «Динамо»                  | 3  |
| 1937 год |                                            |            |                                  |             |                           |    |
| 1        | Аниканов Иван Яковлевич                    | 13.02.1937 | 08(21).01.1914 — 15.10.1979      | Москва      | ЦДКА                      | 56 |
| 1938 год |                                            |            |                                  |             |                           |    |
| 1        | Ипполитов Василий Афанасьевич              | 02.04.1938 | 06(18).02.1892 — ??.05.1957      | Москва      |                           | 72 |
| 2        | Найденов Никита Иванович                   | 02.04.1938 | 06(18).04.1892 — 19.09.1961      |             |                           | 73 |
| 3        | Герольский Сергей Михайлович               | 02.04.1938 |                                  |             |                           | 74 |
| 4        | Кузнецова (Чиженкова) Валентина Тимофеевна | ??.11.1938 | 23.02.1909 — 17.12.1974          | Горький     | «Динамо»                  |    |
| 1939 год |                                            |            |                                  |             |                           |    |
| 1        | Игнатьева Людмила Алексеевна               | ??.07.1939 | 26.06.1907 — 24.03.1978          | Москва      | «Спартак»                 |    |
| 2        | Кушин Григорий Васильевич                  | ??.07.1939 | ??.??.1904 — ??.??.1980          | Москва      | «Динамо»                  |    |
| 1942 год |                                            |            |                                  |             |                           |    |
| 1        | Косицын Дмитрий Фёдорович                  | 18.06.1942 | 24.11(07.12).1900 — 24.07.1942   | Ленинград   | ГОЛИФК им. П. Ф. Лесгафта |    |
| 1943 год |                                            |            |                                  |             |                           |    |
| 1        | Кудрявцев Константин Константинович        | 23.02.1943 | 01.03.1912 — 31.01.1994          | Москва      | «Динамо»                  |    |
| 1946 год |                                            |            |                                  |             |                           |    |
| 1        | Исакова Мария Григорьевна                  | 23.07.1946 | 05.07.1918 — 25.03.2011          | Москва      | «Динамо»                  |    |
| 2        | Петров Николай Иванович                    | 23.07.1946 | 12.11.1911 — 21.08.1997          | Ленинград   | «Зенит»                   |    |
| 3        | Прошин Владимир Архипович                  | 23.07.1946 | 16.07.1918 — 24.07.1986          | Москва      | ЦДКА                      |    |
| 4        | Карелина Татьяна Алексеевна                | ??.08.1946 | 25.01.1916 — 5.02.2001           | Москва      | «Зенит»                   |    |
| 1947 год |                                            |            |                                  |             |                           |    |
| 1        | Летчфорд Евгений Иосифович                 | ??.07.1947 | 21.02.1913 — 20.10.1983          | Горький     | «Водник»                  |    |
| 2        | Блювас Георгий Георгиевич                  | ??.07.1947 |                                  | Москва      |                           |    |
| 3        | Ермишкин Иван Дорофеевич                   | ??.11.1947 | 09.10.1879 — ??.10.1964          | Ленинград   | Автомотоклуб              |    |
| 1948 год |                                            |            |                                  |             |                           |    |
| 1        | Селихова Лидия Матвеевна                   | ??.02.1948 | 19.03.1922 — 07.02.2003          | Ленинград   | «Зенит»                   |    |
| 2        | Холщевникова Зоя Федоровна                 | ??.02.1948 | 30.12.1920 — 12.06.2011          | Москва      | «Динамо»                  |    |
| 3        | Акифьева Ольга Васильевна                  | ??.02.1948 | 20.06.1917 — 25.12.2010          | Ленинград   | «Большевик»               |    |
| 4        | Валовова Марианна Петровна                 | ??.02.1948 | 24.02.1918 — 19.04.1997          | Горький     | «Динамо»                  |    |
| 5        | Аниканова Мария Михайловна                 | ??.02.1948 | 20.02.1916 — 30.12.2005          | Москва      | «Зенит»                   |    |
| 6        | Котов Константин Александрович             | ??.11.1948 | 19.02.1902 — 02.09.1977          | Архангельск | «Водник»                  |    |
| 7        | Брылин Александр Петрович                  | ??.11.1948 | 12.09.1897 — 04.11.1975          | Горький     | «Большевик»               |    |
| 8        | Головченко Алексей Нестерович              | ??.11.1948 | 17.03.1896 — 11.08.1982          | Омск        | «Спартак»                 |    |
| 1950 год |                                            |            |                                  |             |                           |    |
| 1        | Сопов Евгений Иванович                     | ??.06.1950 | 26.12.1909 — 26.08.1989          | Свердловск  | «Динамо»                  |    |
| 2        | Люскин Александр Степанович                | ??.06.1950 | 10.08.1910 — 17.11.1992          |             | Советская Армия           |    |
| 1952 год |                                            |            |                                  |             |                           |    |
| 1        | Сергеев Юрий Валентинович                  | ??.01.1952 | 16.07.1925 — 29.07.2024          | Москва      | «Динамо»                  |    |
| 2        | Гришин Евгений Романович                   | ??.01.1952 | 23.03.1931 — 09.07.2005          |             | Советская Армия           |    |
| 3        | Головченко Юрий Алексеевич                 | ??.01.1952 | 30.05.1922 — ??.07.1999          | Омск        |                           |    |
| 4        | Жукова Римма Михайловна                    | ??.01.1952 | 14.03.1925 — 05.08.1999          | Алма-Ата    | «Динамо»                  |    |
| 5        | Пискунов Геннадий Петрович                 | ??.01.1952 | 08.06.1912 — 20.11.1990          | Горький     | «Водник»                  |    |
| 6        | Мамонов Николай Александрович              | ??.01.1952 |                                  | Москва      | «Динамо»                  |    |
| 7        | Березин Борис Алексеевич                   | ??.01.1952 | ??.??.1928 — ??.??.1997          | Ленинград   |                           |    |
| 1953 год |                                            |            |                                  |             |                           |    |
| 1        | Гончаренко Олег Георгиевич                 | ??.02.1953 | 18.08.1931 — 16.12.1986          |             |                           |    |
| 2        | Шилков Борис Арсеньевич                    | ??.02.1953 | 28.06.1927 — 28.06.2015          | Ленинград   |                           |    |
| 1956 год |                                            |            |                                  |             |                           |    |
| 1        | Кондакова Софья Иосифовна                  | ??.??.1956 | 23.12.1922 — 24.09.2012          |             |                           |    |
| 2        | Михайлов Юрий Матвеевич                    | ??.??.1956 |                                  |             |                           |    |
| 3        | Сакуненко Дмитрий Николаевич               | ??.??.1956 |                                  |             |                           |    |
| 1960 год |                                            |            |                                  |             |                           |    |
| 1        | Гусева Клара Ивановна                      | ??.03.1960 | 08.03.1937 — 12.05.2019          |             |                           |    |
| 2        | Косичкин Виктор Иванович                   | ??.03.1960 | 25.02.1938 — 30.03.2012          |             |                           |    |
| 3        | Рылова Тамара Николаевна                   | ??.03.1960 | 01.10.1932 — 30.01.2021          |             |                           |    |
| 4        | Скобликова Лидия Павловна                  | ??.03.1960 | род. 08.03.1939                  |             |                           |    |
| 5        | Стенин Борис Андрианович                   | ??.03.1960 | 17.01.1935 — 18.01.2001          |             |                           |    |
| 6        | Стенина Валентина Сергеевна                | ??.03.1960 | род. 29.12.1934                  |             |                           |    |
| 1962 год |                                            |            |                                  |             |                           |    |
| 1        | Меркулов Роберт Викторович                 | 08.02.1962 | 09.08.1931 — 06.11.2022          |             |                           |    |
| 2        | Воронина (Артамонова) Инга Григорьевна     | ??.03.1962 | 29.08.1936 — 04.01.1966          |             |                           |    |
| 1964 год |                                            |            |                                  |             |                           |    |
| 1        | Егорова Ирина Николаевна                   | ??.02.1964 |                                  | Иваново     | «Буревестник»             |    |
| 2        | Антсон Антс Артурович                      | ??.02.1964 |                                  | Таллинн     | «Калев»                   |    |

## 1968
- Титова, Людмила Евгеньевна

## 1969
- Каунисте, Ласма Хермановна

## 1970
- Муратов, Валерий Алексеевич

## 1971
- Статкевич, Нина Андреевна

## 1975
- Сафронов, Александр Александрович

## 1976
- Аверина, Татьяна Борисовна
- Куликов, Евгений Николаевич
- Степанская, Галина Андреевна

## 1977
- Брындзей, Вера Владимировна

## 1978
- Марчук, Сергей Васильевич
- Садчикова, Любовь Ивановна

## 1980
- Петрусева, Наталья Анатольевна

## 1981
- Березин, Сергей Евгеньевич 11.03.1960[34]
- Кондаков, Юрий Георгиевич
- Плешкова, Ольга Павловна 09.05.1956

## 1982
- Бочкарев, Дмитрий Евгеньевич 28.12.1958
- Хлебников, Сергей Анатольевич

## 1984
- Божьев, Олег Фелевич
- Малков, Игорь Алексеевич
- Фокичев, Сергей Ростиславович

## 1985
- Железовский, Игорь Николаевич

## 1987
- Гуляев, Николай Алексеевич

## 1989
- Лапуга, Елена Григорьевна 17.5.1964

## 1990
- Бахвалов, Андрей Павлович 13.04.1963

## 1992
- Кротова (Воробьева), Зинаида Ивановна

## Год не известен
- Беляев, Павел Ильич
- Донченко, Наталья Сергеевна 25.08.1932 (? 52)
- Козлов, Владимир (ЧМ-82) 01.08.1959
- Краснова, Вера Ивановна (? ЧМ-69)
- Миронова, Зоя Сергеевна
- Щеголеева, Халида